# Johan Willem van Saksen-Weimar
Johan Willem (Torgau, 11 maart 1530 – Weimar, 2 maart 1573) was van 1554 tot 1572 hertog van Saksen en van 1572 tot zijn dood de eerste hertog van Saksen-Weimar. Hij stamde uit de Ernestijnse linie van het Huis Wettin.

## Biografie

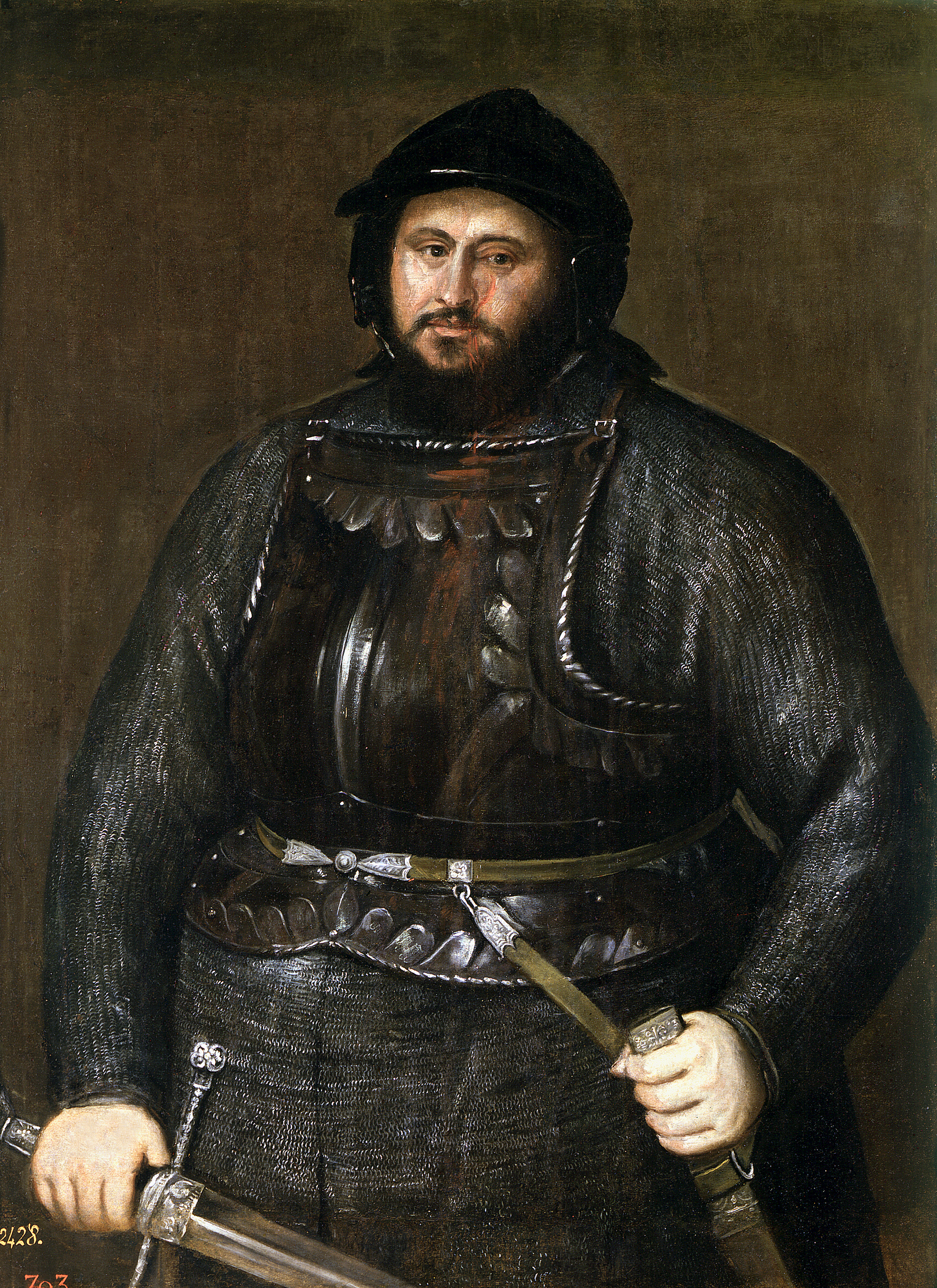
Johan Frederik I na de nederlaag bij Mühlberg. Portret uit 1548 door Titiaan.

### Het verlies van het keurvorstendom
Johan Willem was de middelste zoon van Johan Frederik I de Grootmoedige en Sibylla van Kleef. Hij had twee broers, Johan Frederik II de Middelste en Johan Frederik III de Jongere. Johan Willems vader was bij zijn geboorte nog keurvorst van Saksen en regeerde over een gebied dat zich uitstrekte van Wittenberg aan de Elbe tot Eisenach in Thüringen. Daarnaast was Johan Frederik I aanvoerder van het protestantse Schmalkaldisch Verbond, dat streefde naar officiële erkenning van het Lutheranisme in het Duitse Rijk.
Tijdens de Schmalkaldische Oorlog (1546–47) werd het verbond in de Slag bij Mühlberg echter vernietigend verslagen door de legers van keizer Karel V en hertog Maurits van Saksen. Johan Frederik werd gevangen genomen en moest zijn keurvorstelijke titel en een groot deel van zijn gebieden afstaan aan Maurits. De hertogelijke familie moest uitwijken naar Weimar. Johan Frederik II nam in naam van zijn vader het bestuur van de overgebleven Thüringse gebieden op zich.
In 1552 werd Johan Frederik I door de keizer vrijgelaten en keerde hij terug naar Weimar. In 1554 sloot hij het verdrag van Naumburg met keurvorst August van Saksen, de opvolger van Maurits. Johan Frederik I gaf de aanspraken van zijn familie op het oude keurvorstendom op. Ter compensatie kreeg hij een aantal gebieden, waaronder Altenburg, terug en mocht hij de titel "geboren keurvorst" voeren. Johan Frederik I overleed een dag na de ondertekening van het verdrag.

### De regering van Johan Frederik II
Johan Willem en zijn oudere broer Johan Frederik II volgenden hun vader gezamenlijk op. Hun jongste broer Johan Frederik III de Jongere stond als minderjarige nog onder voogdij. In 1557 droegen Johan Willem en Johan Frederik III hun verantwoordelijkheden over aan hun oudste broer. Johan Willem trad vervolgens in dienst van koning Hendrik II van Frankrijk, zodat hij militaire ervaring kon opdoen en zijn financiële en politieke positie kon versterken. In 1559 keerde hij terug naar Thüringen, waar hij zich aanvankelijk buiten de politiek hield.
Ondertussen streefde Johan Frederik II naar het herstel van het keurvorstendom van zijn vader. Hij liet zijn residentie, Burg Grimmenstein in Gotha, uitbouwen tot een moderne vesting. Evenals zijn jongere broer trad hij in dienst van de Franse koning Hendrik II die hij ondersteunde in zijn strijd tegen de Habsburgers. Ook verleende Johan Frederik II in 1563 asiel aan Wilhelm von Grumbach, een ridder die wegens landvredebreuk door de keizer in de Rijksban was gedaan.
Johan Willem zag de anti-keizerlijke politiek als een gevaar voor zijn eigen positie en drong aan op een deling van het hertogdom. Na de dood van hun jongste broer Johan Frederik III besloten Johan Frederik II en Johan Willem hun gebieden onder elkaar te verdelen. Na lange onderhandelingen werd in februari 1566 het verdelingsverdrag ondertekend. De inkomsten en landerijen werden verdeeld, maar officieel bleef één hertogdom. Johan Willem kreeg de gebieden rond Coburg, Weimar en Gotha vielen aan Johan Frederik II.

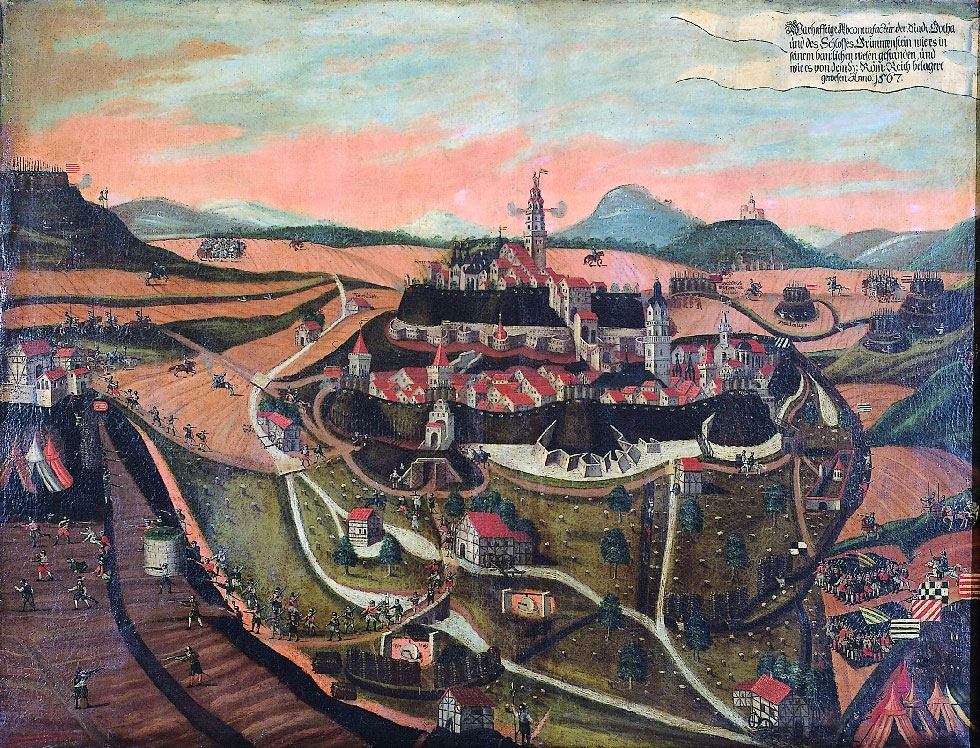
Het beleg van Gotha door de troepen van keurvorst August in 1566/67.

In de lente van 1566 liep de situatie rond Wilhelm von Grumbach uit de hand. De Rijksdag van Augsburg bevestigde de Rijksban en gaf de opdracht aan keurvorst August van Saksen om het vonnis tegen de ridder te voltrekken. Toen Johan Frederik II weigerde von Grumbach uit te leveren werd ook hij in de ban gedaan. Met steun van Johan Willem sloeg August het beleg voor Gotha. Na een beschieting gaf de stad zich op 14 april 1567 over. Von Grumbach werd gevierendeeld en Johan Frederik II werd gevangen genomen. Hij moest al zijn gebieden afstaan aan Johan Willem en bleef tot zijn dood een gevangene van de keizer. Ter compensatie van de financiële schade die keurvorst August had geleden moest Johan Willem wel de gebieden rond Neustadt en Weida aan het keurvorstendom Saksen afstaan.

### De deling van Erfurt
Ook Johan Willem viel echter in keizerlijke ongenade. In 1568 was hij namelijk de Franse koning Karel IX te hulp geschoten in zijn strijd tegen de hugenoten. Op de Rijksdag van Spiers in 1570 herstelde keizer Maximiliaan II Johan Casimir en Johan Ernst, de twee minderjarige zoons van Johan Frederik II, in hun rechten. Keurvorst August werd tot hun voogd benoemd, die tot hun meerderjarigheid over hun erfdeel zou regeren. Op 6 november 1572 moest Johan Willem het delingsverdrag van Erfurt ondertekenen. Het Ernestijnse hertogdom Saksen werd in twee gelijke delen verdeeld: Johan Willem kreeg Saksen-Weimar, Saksen-Coburg-Eisenach werd bestemd voor Johan Casimir en Johan Ernst. De verdeling van Erfurt was de eerste van een serie delingen die leidden tot de totale versnippering van de politieke macht in Thüringen.
Johan Willem stierf enkele maanden na de ondertekening van het verdrag van Erfurt. Hij werd opgevolgd door zijn oudste zoon Frederik Willem I, die bij het overlijden van zijn vader nog minderjarig was. Als dichtstbijzijnde mannelijke familielid werd keurvorst August van Saksen tot zijn voogd benoemd. De keurvorst had daarmee voor enkele jaren het volledige bestuur over de Ernestijnse gebieden in handen.

## Huwelijk en kinderen
Johan Willem trouwde op 15 juni 1560 in Heidelberg met Dorothea Susanna, een dochter van keurvorst Frederik III van de Palts. Het paar kreeg vier kinderen:
- Frederik Willem I (1562–1602), hertog van Saksen-Weimar
- Sibylla Maria (1563–1569)
- Johann III (1570–1605), hertog van Saksen-Weimar
- Maria (1571–1610), abdis van Quedlinburg

## Voorouders
| Voorouders van Johan Willem van Saksen-Weimar | Voorouders van Johan Willem van Saksen-Weimar                           | Voorouders van Johan Willem van Saksen-Weimar                           | Voorouders van Johan Willem van Saksen-Weimar                           | Voorouders van Johan Willem van Saksen-Weimar                           | Voorouders van Johan Willem van Saksen-Weimar                           | Voorouders van Johan Willem van Saksen-Weimar                           | Voorouders van Johan Willem van Saksen-Weimar                               | Voorouders van Johan Willem van Saksen-Weimar                               |
| --------------------------------------------- | ----------------------------------------------------------------------- | ----------------------------------------------------------------------- | ----------------------------------------------------------------------- | ----------------------------------------------------------------------- | ----------------------------------------------------------------------- | ----------------------------------------------------------------------- | --------------------------------------------------------------------------- | --------------------------------------------------------------------------- |
| Overgrootouders                               | Ernst van Saksen (1431–1468) ∞ Elisabeth van Beieren (1443-1484)        | Ernst van Saksen (1431–1468) ∞ Elisabeth van Beieren (1443-1484)        | Magnus II van Mecklenburg (1441-1503) ∞ Sophia van Pommeren (1460-1504) | Magnus II van Mecklenburg (1441-1503) ∞ Sophia van Pommeren (1460-1504) | Johan II van Kleef (1458-1521) ∞ Mathilde van Hessen (1473-1505)        | Johan II van Kleef (1458-1521) ∞ Mathilde van Hessen (1473-1505)        | Willem IV van Jülich-Berg (1455–1522) ∞ Sibylle von Brandenburg (1467-1524) | Willem IV van Jülich-Berg (1455–1522) ∞ Sibylle von Brandenburg (1467-1524) |
| Grootouders                                   | Johan de Standvastige (1468–1532) ∞ Sophia van Mecklenburg (1481-1503)  | Johan de Standvastige (1468–1532) ∞ Sophia van Mecklenburg (1481-1503)  | Johan de Standvastige (1468–1532) ∞ Sophia van Mecklenburg (1481-1503)  | Johan de Standvastige (1468–1532) ∞ Sophia van Mecklenburg (1481-1503)  | Johan III van Kleef (1490-1539) ∞ Maria van Jülich-Berg (1491-1543)     | Johan III van Kleef (1490-1539) ∞ Maria van Jülich-Berg (1491-1543)     | Johan III van Kleef (1490-1539) ∞ Maria van Jülich-Berg (1491-1543)         | Johan III van Kleef (1490-1539) ∞ Maria van Jülich-Berg (1491-1543)         |
| Ouders                                        | Johan Frederik I van Saksen (1503–1554) ∞ Sibylla van Kleef (1512-1554) | Johan Frederik I van Saksen (1503–1554) ∞ Sibylla van Kleef (1512-1554) | Johan Frederik I van Saksen (1503–1554) ∞ Sibylla van Kleef (1512-1554) | Johan Frederik I van Saksen (1503–1554) ∞ Sibylla van Kleef (1512-1554) | Johan Frederik I van Saksen (1503–1554) ∞ Sibylla van Kleef (1512-1554) | Johan Frederik I van Saksen (1503–1554) ∞ Sibylla van Kleef (1512-1554) | Johan Frederik I van Saksen (1503–1554) ∞ Sibylla van Kleef (1512-1554)     | Johan Frederik I van Saksen (1503–1554) ∞ Sibylla van Kleef (1512-1554)     |
| Johan Willem van Saksen-Weimar (1530–1537)    |                                                                         |                                                                         |                                                                         |                                                                         |                                                                         |                                                                         |                                                                             |                                                                             |